# 新潟州構想
新潟州構想（にいがたしゅうこうそう）は、新潟県と新潟市を合併して新潟州とし、行政の効率化を図る構想である。道州制議論が盛んだった2011年の1月25日に泉田裕彦新潟県知事と篠田昭新潟市長による共同会見で発表された。なお、新潟州のほか、新潟都の名称も想定していた。しかし、その後は構想は盛り上がらず、2020年代には、過去にあった構想という位置づけをされている（後述）。

## 概要
現在の新潟県にあたる地域全体の行政を州政府が行い、新潟市は廃止して代わりに特別区を置く。州と特別区の関係は、東京都と特別区の関係が参考にされている。
現新潟市は旧東京市に相当する現在の東京都特別区部（東京23区）に倣い、新潟州特別区部（新潟8区）または新潟都特別区部（新潟8区）とし北区・東区・中央区などの各行政区は千代田区、品川区、新宿区と同様の特別区となり、市町村と同様に地方自治体としての機能を有することとなる（なお、区数は区の再編・周辺市町村の編入などにより、現行の8区ではない場合も有り得る）。
また県内の他市町村間の合併も更に推進し人口規模30万人規模の基礎自治体を形成する。特別区、基礎自治体共に現在以上に県からの権限の移譲を受けることを想定しているが、その規模は現在の東京都特別区部に属する23の各区が持つ以上の水準を検討しており、地方自治のさらなる推進を目指すものとされた。
新潟県と新潟市の間で二重行政の解消を目指した協議を図る「新潟県・新潟市調整会議」では2015年3月の時点では「新潟県・新潟市調整会議（新潟州構想検討推進会議）」という名称で行われていたが、2016年7月14日に開かれた「新潟県・新潟市調整会議」では新潟州構想の名称が外れて、新潟州構想の減退が顕になった。
2020年11月4日の花角英世新潟県知事の会見の中で、花角は記者からの大都市制度についての質問に対して「かつて新潟州構想の議論がされたが、結果的に新潟州という形にこだわるのではなく、県と市が重なることで生じている無駄などをなくすことを直すという実質的な考え方に変わって来た経緯がある。それが新潟県・新潟市調整会議という形になった」と答えており、2020年代に入ると「新潟州構想」という名称は過去の構想として、位置づけられるに至っている。

## 大阪都構想、中京都構想との関係
類似している構想としては、大阪府・大阪市の大阪都構想や、愛知県・名古屋市の中京都構想があり、これらの構想との連携も視野に入れてはいるが、中京都構想と大阪都構想が名称が類似しているだけで、それぞれ違う特徴を持っているように、新潟州（都）も違う特徴を持っており、同一ではない。新潟州構想では新潟県と新潟市の関係が良好であるのが特徴である。
大阪都構想時代の橋下徹や、中京都構想時代の愛知県知事大村秀章と名古屋市長河村たかしは、これらの構想を新潟州構想と連携させていく考えを示したことがあった。
今後は、県と市で専門家による検討委員会を設置し、具体的な内容を検討するとともに、構想実現に必要な地方自治法などの改正を求めていく予定であった。

## 問題
「新潟州構想」の検討委員を務めていた新潟大法学部教授の田村秀は2012年4月20日、「構想の内容や検討の進め方に重大な問題がある」として県と新潟市に辞表を提出し、受理された。これについて田村はブログにて「検討委員会の進め方に重大な問題があること」などの辞任理由を述べている。
2012年8月29日に国会において「大都市地域における特別区の設置に関する法律」が可決・成立し、同年9月5日に平成24年法律第80号として公布され、同法第4条から第6条の規定は同年9月21日に施行され、2013年3月1日から全面施行された。これにより、東京都以外の道府県においても特別区の設置が可能となった。しかし、この法律によって特別区が設置された地域を包括する道府県の名称は従前のままであり、「州」は認められていない。さらに、同法による特別区の設置には「人口200万人以上の政令市、または政令市と同一道府県内の隣接市町村の人口の合計が200万人以上」であることが求められる（同法第2条第1項）。人口約81万人の新潟市は隣接市町村を入れても人口は200万人に届かず、法的には特別区設定可能な地域には該当していない。

## 構想検討委員
- 北川正恭（座長：早大大学院教授）
- 敦井栄一（新潟県商工会議所連合会会頭）
- 中山輝也（新潟経済同友会代表幹事）
- 下條文武（新潟大学長）
- 田中カツイ（ライフコーディネーター）
- 田村秀（新潟大学法学部副学部長）
- 内山節夫（新潟経済社会リサーチセンター理事長）
- 渡辺恵子（新潟いのちの電話後援会事務局長）

## 構想のイメージ
- 議会
  - 新潟県議会は、州議会になる。
- 職員身分
  - 市職員（7,792人）と県職員（6,438人）は、州職員になる。
- 特別区
  - 8行政区が、新設する3 - 4の特別区になる。
  - 特別区以外の地域は、合併の推進などにより人口20 - 30万人程度の基礎自治体（中核市並の権限）とする。
  - 区長は選挙で選出される。
  - 公選の区議会を設置する。
- 周辺の市
  - 長岡市・上越市は広域連合を結成し、人口40万人程度の規模で中核市以上の権限を移譲する。
  - 新発田市以北は合併などで1つにまとまる。
  - 佐渡市と魚沼（施行時特例市）の基礎自治体の在り方については検討する。
- 交通基盤
  - 新潟市は私鉄、地下鉄、モノレールなどを運営していないため、政令指定都市にふさわしい新交通システムを作る。
  - 新交通システムは東京都のように新潟都営、州営とする。
- その他
  - 都市計画は現在、新潟市が行っているが、新潟州が特別区の都市計画を決定することで都市機能の強化につながる。
  - 新潟県では新潟県中越地震、新潟県中越沖地震が発生しているが、政令指定都市である新潟市でしか置けないハイパーレスキュー隊を、州の組織とすることで現在の新潟県域全体に広める。なお、現在、新潟県内には、東京消防庁ハイパーレスキュー隊と同様の部隊は新潟市消防局に特別高度救助隊（通称SART）と呼ばれる部隊が一隊あるのみである。

## 経過
- 2011年（平成23年）
  - 1月25日、泉田裕彦新潟県知事と篠田昭新潟市長が共同会見で、新潟県と新潟市を合併する「新潟州」構想を発表。
  - 5月14日、検討委員会の準備会を開催、座長に元三重県知事の北川正恭・早稲田大大学院教授を内定。
  - 7月9日、構想検討委員会の初会合（来年夏をめどに構想の具体的な中身を取りまとめるとした準備会の方針に沿って、今後の検討体制やスケジュールなどを確認）
  - 7月31日、『3府県2政令市知事・市長会議〜日本のかたちを変える〜』の開催（名古屋市）出席者 泉田裕彦新潟県知事、篠田昭新潟市長、橋下徹大阪府知事、大村秀章愛知県知事、河村たかし名古屋市長。
  - 8月26日、3府県2政令市の知事、市長が総務省を訪れ、片山善博総務大臣に『大都市の自立と自治』愛知宣言共同アピール文を提出[12]。
  - 9月16日、「第2回新潟州構想検討委員会」を開催[13]。
  - 11月18日、「第3回新潟州構想検討委員会」を開催。
- 2012年（平成24年）
  - 1月30日、「第4回新潟州構想検討委員会」を開催。
  - 3月30日、「第5回新潟州構想検討委員会」を開催。
  - 4月20日、田村秀委員が辞表を提出[8]。
  - 5月1日、最終会合（報告書を提出）[14]
- 道州制議論自体が下火になるにつれ自然消滅する。